# Symphony of Songs
Jacob Avshalomov componeerde deze Symphony of Songs (zijn tweede) rond 1993.

## Compositie
In tegenstelling tot hetgeen de titel doet vermoeden wordt er niet gezongen in deze symfonie. De componist heeft een zestal gedichten vermusiceerd naar een symfonie toe. De gedichten zijn zodanig bewerkt dat zij door muziekinstrumenten worden verklankt. Avshalomov heeft de gedichten van allerlei dichters betrokken, van klassiek tot modern.

## Delen
De delen en bewerkte gedichten zijn:
1. Fed by my labors, van Gordon Newell;
2. Adieu, farewell Earth's bliss, van Thomas Nashe's In Time of Plague;
3. 1. Answer July, van Emily Dickinson;
  2. The Watch, van May Swenson;

(De bewerking van deel 3 van deze symfonie lijkt verdacht veel op het Nederlandse sinterklaasliedje Daar wordt op de deur geklopt)
1. Who is my shepherd, van John Malcolm Brinnin;
2. 1. The smile
  2. The Grain of sand, van William Blake

De compositie duurt ongeveer 30 minuten en is geschreven voor een symfonieorkest. Het is opgedragen aan alle musici die ooit gespeeld hebben in het Portland Junior Symphony Orchestra en het Portland Youth Philharmonic Orchestra; beide orkesten heeft hij vele malen gedirigeerd. Hij werd gesponsord door de Vrienden van de orkesten.
Zijn eerste symfonie Oregonsymfonie gaat gemankeerd door het leven; er zijn nog maar twee delen over nadat de componist de eerste twee delen had teruggetrokken. De componist beschouwt Symphony of Songs als zijn enige symfonie.  